# Matmatah
Pour l’article ayant un titre homophone, voir Matmata.
Matmatah est un groupe de musique rock et folk français, originaire de Brest, en Bretagne. Le duo formé en 1995 par Tristan Nihouarn (Stan) et Cédric Floc'h (Sammy) est rejoint par le bassiste Éric Digaire et le batteur Fañch pour jouer sous le nom de Matmatah, en référence au village troglodytique tunisien du même nom, Matmata.
En juillet 1997, Matmatah sort un premier single avec deux chansons liées à la Bretagne qui rencontrent le succès : Lambé An Dro et Les Moutons. L'album La Ouache, sorti en 1998, s'écoule à plus de 800 000 exemplaires. Emma et L'Apologie deviennent également des tubes. Après avoir sorti quatre albums studio, le groupe se sépare en 2008. Pour les 20 ans du groupe en 2015, Matmatah sort une double compilation, comportant des titres réenregistrés et deux singles inédits, Tricératops et Les demoiselles de Loctudy. Le 23 septembre 2016, le groupe annonce sa reformation pour une nouvelle tournée et sort un nouvel album, Plates Coutures, le 3 mars 2017. Après quatre ans de travail, le groupe publie son double album Miscellanées Bissextiles en 2023. Le 8 octobre 2024, Matmatah annonce la sortie d'un nouvel album live intitulé Brest prévu pour novembre 2024, enregistré lors de son concert à la Brest Arena.
Le groupe a vendu 1,3 million d'albums et récolté trois disques d'or et un double disque de platine.

## Biographie

### Débuts (1995-1998)
Tout commence dans la ville de Brest où Tristan Nihouarn (Stan) et Cédric Floc'h (Sammy) tournent dans les bars sous le nom de Tricards Twins. À la suite de leur rencontre avec Jean-François Paillard (Fañch) et Éric Digaire (Éric), ils fondent un nouveau groupe, dont le nom, Matmatah, est tiré de celui de la ville Matmata, en Tunisie, où Stan a passé des vacances durant son enfance. Cette petite ville a la particularité d'être partiellement construite dans la roche : la chanson Troglodyte (sur l'album La Ouache) y fait justement référence.
Leurs influences musicales sont sans conteste le hard rock première époque de la fin des années 1960, début des années 1970, sévèrement mâtiné, dans un premier temps, de musique traditionnelle bretonne. Les quatre rockeurs écument les rades brestois avec leur répertoire de reprises et déjà quelques compositions originales. Le véritable déclic survient en 1996, quand le groupe est programmé en première partie de FFF à Penfeld lors d'une soirée étudiante, triomphant devant un large public avec quarante minutes de compositions dont Lambé An Dro et L'Apologie. De plus, « le chanteur de FFF était malade et leur prestation a été raccourcie : le lendemain, la presse n'a parlé que de nous ! ». Julien Banes, ami de Tristan, devient leur manager. Ils comptabilisent fin 1996 plus de 180 dates uniquement dans le Finistère.
En 1997, Matmatah sort un premier single, véritable ovni dans le paysage musical, sur lequel figurent les titres Lambé An Dro et Les Moutons. Succès fulgurant à Brest, puis en Bretagne où ils enchaînent les concerts et gèrent un réseau de distribution grandissant (30 000 unités écoulées par le bouche-à-oreille). Les jeunes Bretons découvrent un groupe de rock à brandir comme porte-drapeau, les étudiants brestois surtout qui voient un motif de fierté dans l'évocation des rues et des lieux de leur ville dans Lambé An Dro. L'époque propice au rock celtique (retour d'Alan Stivell, Héritage des Celtes, Ar Re Yaouank) accueille à bras ouverts ces airs dansants issus du kan ha diskan ou de l'an-dro. Relayé par Radio Bretagne Ouest, le succès du 2 titres conduit RTL à diffuser Lambé an Dro début 1998, qui se hisse alors à la première place du classement des auditeurs.
La même année, le groupe s'inscrit aux Découvertes du Printemps de Bourges. Il termine premier dans son département, le Finistère, mais ne passe pas le cap de la sélection régionale. Le groupe décide tout de même de venir à Bourges et donne de nombreux concerts dans les bars. « Je crois que nous sommes le groupe qui a le plus joué cette année-là à Bourges, même si officiellement, nous n'avons eu aucune date », déclare alors Éric Digaire, bassiste du groupe.

### La Ouache(1998-2000): la déferlante celtique

Logo du groupe à ses débuts.

Fin 1998, c'est la sortie nationale de leur premier album : La Ouache, produit par Claude Chamboissier et enregistré en mars dans le sud de l’Angleterre, au Studio Parkgate de Battle (Sussex de l'Est). Nouveau succès, mais cette fois-ci aussi en France, et ailleurs (La Ouache sera même édité en Russie). Plus de 800 000 exemplaires sont vendus,, notamment grâce aux tubes Lambé An Dro, Emma et L'Apologie. L'album est probablement arrivé au bon moment, alors que le rock retrouve une place de choix dans le cœur du jeune public, et qu'une « vague celtique » s'abat sur l'Hexagone, voire sur une bonne partie de l'Europe de l'Ouest. On retrouve en effet des airs traditionnels bien connus des habitués de fest-noz avec des titres comme Lambé An Dro ou La Fille du Chat Noir. Autre exemple, La Complainte de Fanch, clin d'œil implicite aux gwerzioù (« complaintes » en breton, catégorie de chant lent, triste, a cappella).
Matmatah contribue à renforcer la popularité de la musique celtique en France à la fin des années 1990 (tout comme le groupe de rap celtique Manau). Bien que cette musique, longtemps cantonnée au rang de folklore, se marie avec les musiques actuelles, cette étiquette leur devient rapidement pesante : ils se sentent enfermés dans une vision ethnique de leur musique alors que c'est avant tout un groupe urbain brestois qui puise ses influences aux sources du rock'n roll, avec l'état d'esprit et le son seventies des guitares vintage qui vont avec. Ils considèrent ne pas rentrer dans une catégorie mais avoir une place à part dans le rock français.
En janvier 2000, Matmatah est nommé dans la catégorie « groupe de l’année » à la première édition des NRJ Music Awards, qui a lieu pendant le MIDEM, à Cannes, et, le 11 mars 2000, nommé aux Victoires de la musique dans la catégorie « Groupe de l’année », le groupe chante sur le plateau L'Apologie, quelques mois avant le début du procès. En juin 2000, les quatre membres du groupe comparaissent devant le tribunal correctionnel de Nantes, pour « provocation à l'usage de stupéfiants » et « présentation sous un jour favorable de l’usage du cannabis ». Ce procès fait suite à un concert à Nantes en 1998, où un policier de la brigade des stupéfiants, présent parmi le public est intervenu pour constater que le public ne se privait pas de fumer du cannabis, mais aussi et surtout à cause des paroles de deux de leurs chansons : L'Apologie (« Un pétard ou un Ricard, si t'as vraiment le cafard, à choisir y'a pas photo, moi je choisis le marocco. Les alcools ont leurs soûlards, le canna c'est le panard. Y'en a qui le mystifient, moi je fais son apologie. ») et Lambé An Dro (« Si t'as d'la beuh à partager, viens donc faire un tour à Lambé »). L'affaire est jugée malgré les protestations et une pétition de 10 000 signatures. Les membres du groupe, qui risquent jusqu'à 5 ans de prison et 500 000 francs d'amende, s'en sortent finalement avec 15 000 francs d'amende chacun. Cet épisode leur inspire la chanson Quelques sourires présente sur leur deuxième album.

### Rebelote(2001-2003): virage rock

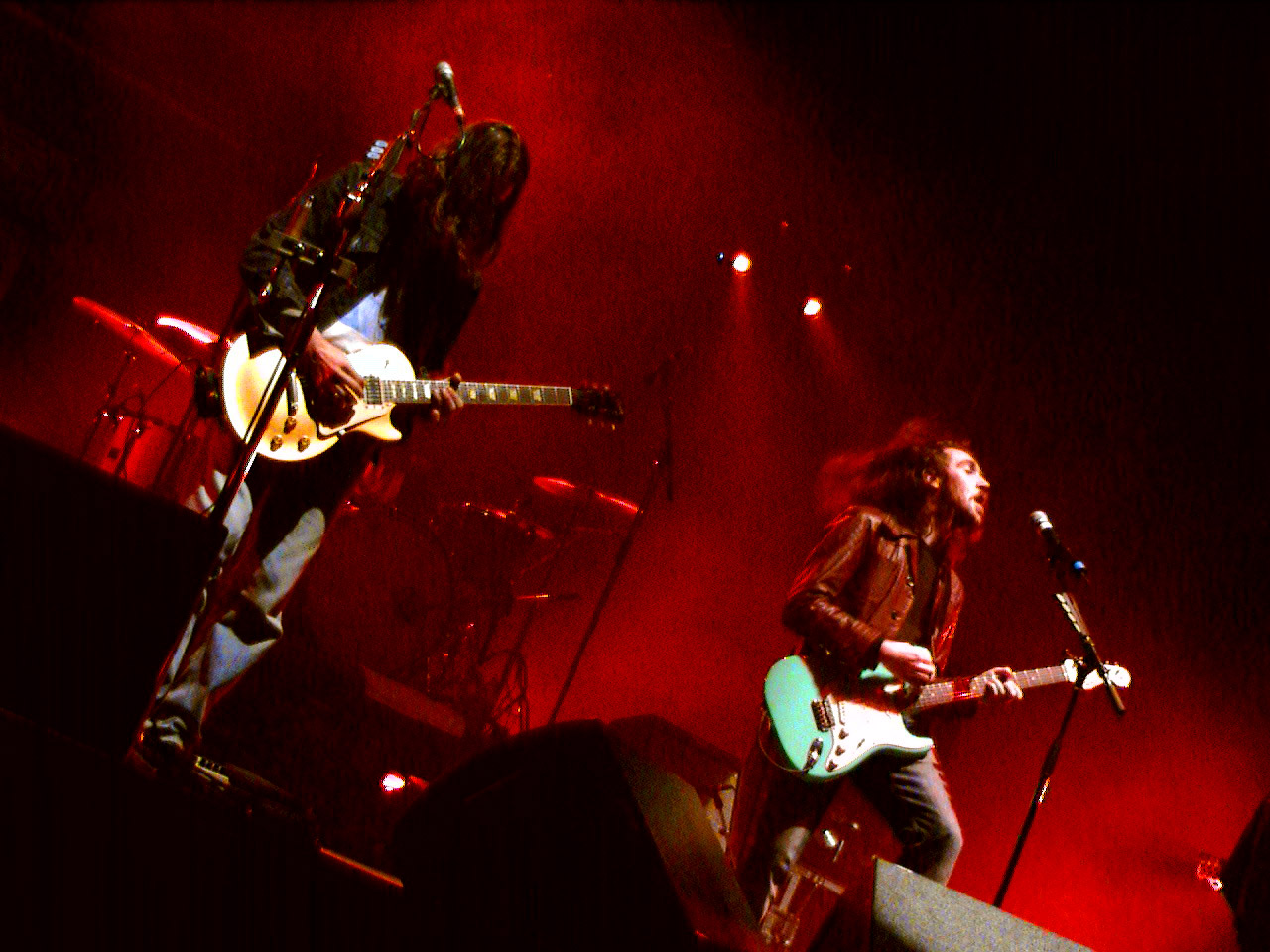
La St Loup de Guingamp en 2004.

En mars 2001, Matmatah sort un deuxième album, Rebelote ; résolument rock où s’alternent titres anglais et français et rappelle le rock et le hard rock des années 1970. Les textes et la musique sont dénués de toute référence à la Bretagne ; bien que cette orientation surprenne et déçoive leurs fans, il se vend quand même 200 000 albums et les concerts de la tournée affichent complet. Daniel Presley (producteur de Faith No More, Dionysos, Axel Bauer) est à la production, aidant les quatre musiciens à présenter le meilleur de leurs influences (Out, dernier titre de l'opus, est ouvertement inspiré des pièces les plus épiques de Led Zeppelin). Le groupe reçoit son disque d’or, pour 100 000 exemplaires vendus, le soir du deuxième concert à l'Olympia le 9 juin. L’été, Matmatah repart sur les routes en passant par Solidays, les Eurockéennes, la Foire aux Vins de Colmar, ou bien encore les Vieilles Charrues devant 70 000 personnes.
L'année suivante, Matmatah, qui continue d'enchaîner les scènes (dont un concert au MIDEM le 21 janvier), sort l'album Lust for a Live (où apparaît la reprise saluée par son auteur Sam Bernett de Toujours un coin qui me rappelle, chanson popularisée par Eddy Mitchell en France) et le DVD Piste Off. La même année, le groupe participe à l'album Les Fils du coupeur de joint en hommage à Hubert-Félix Thiéfaine en reprenant sa chanson Alligators 427. Après une tournée en Russie (4 dates, à Moscou, Nijni Novgorod, Saint-Pétersbourg), Fañch, en désaccords avec le groupe depuis Rebelote, met un terme à l'aventure. Sans batteur, Matmatah fait une pause en fin d'année avant de penser au futur album. Après la séparation de son groupe Alpha Jet (qui a fait les premières parties de la tournée Rebelotour), Benoit Fournier, alias Scholl, rejoint Matmatah et participe à la création du troisième album studio.

### Archie Kramer(2004-2006): l'album de la confirmation

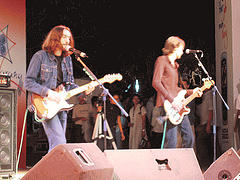
Matmatah au festival Saarang 2005.

En octobre 2004, avec l'album Archie Kramer, Matmatah essaye un retour en force. Bien que toujours auto-produit, le groupe n'a pas oublié cette fois de créer des chansons calibrées FM, se prêtant à la diffusion radio (même si le groupe critique cette tendance dans les paroles du titre Radio Edit), en particulier Casi el silencio et Au conditionnel. La musique continue dans la même veine rock anglo-américain et hard des années 1970. Au fur et à mesure des hommages à peine déguisés, on y croise toutes leurs références, de Serge Gainsbourg aux Beatles, en passant par les Sex Pistols, Ennio Morricone et Led Zeppelin.
Mais, peut-être contrairement à l'album précédent, Archie Kramer n'est pas qu'un album à références, et le groupe essaye d'y imprimer davantage sa patte. Ses prises de positions s'y font plus fines. La chanson Au conditionnel remporte cependant un franc succès et son clip est nommé aux Victoires de la musique. Les quatre membres (Benoît Fournier ayant remplacé Fañch à la batterie) sont invités en Inde (après le Canada, la Chine, la Russie) pour une tournée exotique dont ils ont tâché de ramener de nouvelles inspirations. La pochette de leur maxi CD suivant y fera d'ailleurs clairement référence.
En 2006, les quatre membres de Matmatah sortent …and Times Goes Friendly, un maxi CD de 6 titres comportant le titre Comme si de rien n'était, dont le clip de Christophe Acker est diffusé sur les chaînes musicales.

### La Ceriseet séparation (2007-2008)

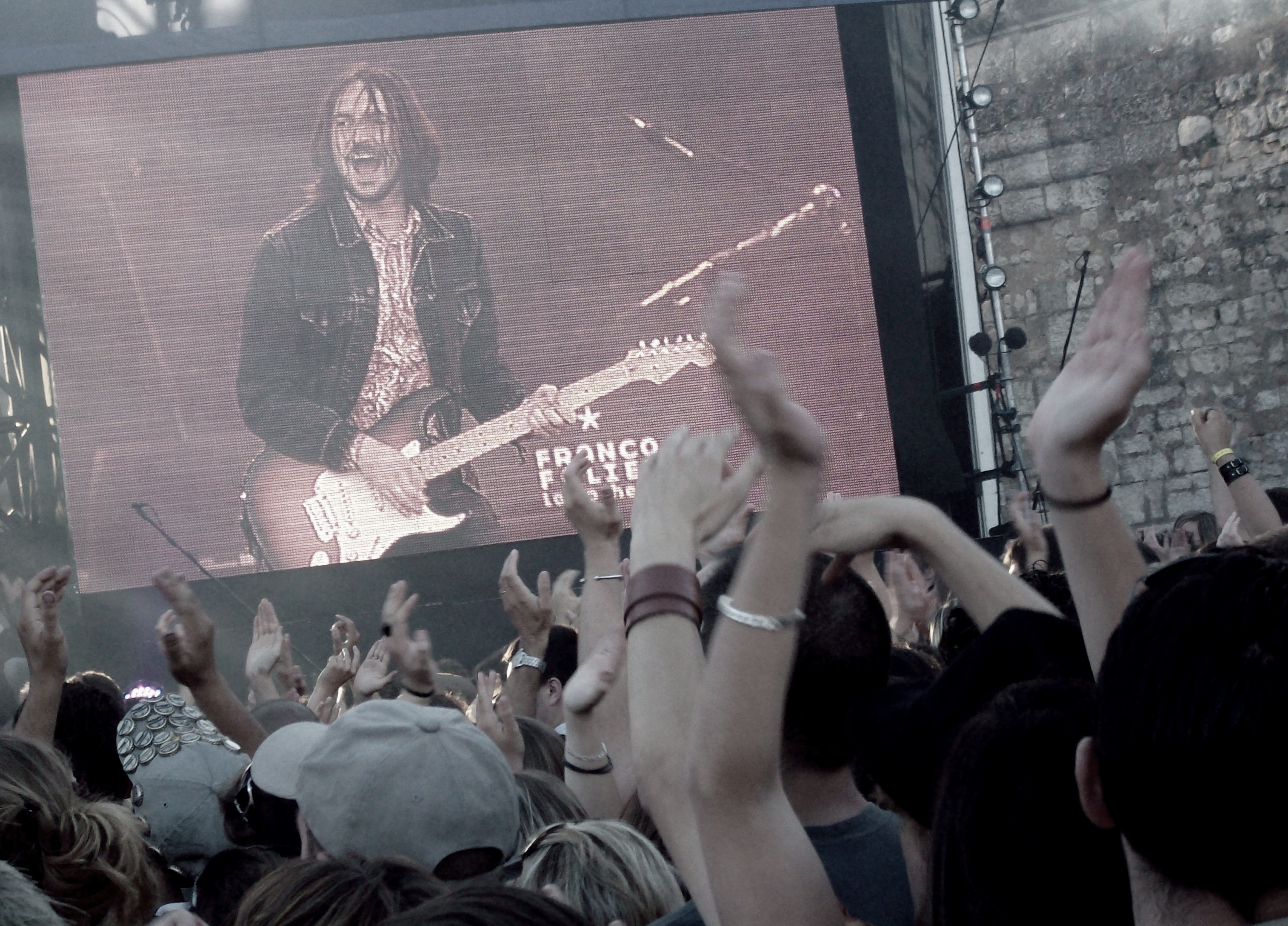
Matmatah aux Francofolies en 2008.

L'album La Cerise sort le 5 mars 2007. Les guitares s'y font plus présentes et beaucoup plus agressives ; certains titres sont du hard rock pur, quelquefois mâtinés de touches très punky. Des ballades contrebalancent l'agressivité par la douceur des voix (chœurs aériens) et des arrangements (cordes, claviers). Le succès est fulgurant, porté par les deux premiers titres La Cerise et Crépuscule dandy, sortis en singles. Il existe une édition double album intitulée 28, Capucines comprenant des extraits d'un concert enregistré à L'Olympia lors de leur précédente tournée. Le CD étant par nature limité à 80 minutes, le second disque ne comporte pas l'intégralité du concert de l'Olympia. Manquent, par exemple, les chansons Lambe An Dro et Le Souvenir.
Le 6 novembre 2007, après 13 ans d'existence, le groupe annonce dans un communiqué sa séparation par consentement mutuel pour se consacrer à des projets plus personnels. « Cette décision collective a été prise pour des raisons aussi bien artistiques que professionnelles, chacun d’entre nous ayant pour désir de continuer différemment son aventure musicale », ajoute le groupe, qui poursuivra toutefois sa tournée d’hiver, comme prévu jusqu'au 15 décembre 2007. Les derniers concerts présentent une tristesse non dissimulée comme le 30 novembre pour le dernier à Paris, dans un Olympia complet ou pour le dernier concert de la tournée à l'Atabal de Biarritz.
En outre, le groupe remonte sur scène à l'été 2008 pour quelques concerts d'adieux, notamment au festival de Poupet (Vendée), le 14 juillet 2008, sur la grande scène des Vieilles Charrues de Carhaix le 19 juillet 2008 et le 16 août 2008 à la Foire aux Vins de Colmar, avant de jouer, le 24 août 2008, au Brussels Summer Festival. Le dernier concert a lieu le 30 août à Plougastel-Daoulas, dans la salle L'Avel-Vor, dirigée par Éric (le bassiste) à partir de mars 2010.
Matmatah tire sa révérence avec un dernier single intitulé Bande à part ; les paroles, et plus particulièrement la pochette (Stan pointant un revolver sur la tempe d'Eric), permettent de mieux comprendre les ressentis et désirs réels de chacun des membres. Le départ annoncé de Sammy marquait pour Stan la fin du groupe alors qu'Eric aurait envisagé de continuer l'aventure avec un nouveau membre. Le 24 octobre 2011, une compilation intitulée Greatest Hits : 1998-2008 est édité par Barclay.

### Vers une reformation etAntaology(2012-2016)
En 2012, Stan publie son premier album solo intitulé Sauf erreur de ma part enregistré avec son ancien compère Benoit Fournier à la batterie et le guitariste Emmanuel Baroux (ayant joué notamment avec Astonvilla et Axel Bauer). Ces deux derniers participent également à la tournée de Tristan, dont le concert au cabaret Vauban à Brest le 23 novembre 2012 durant lequel Tristan fait venir son ancien compère Eric Digaire pour une reformation improvisée de Matmatah le temps de finir le concert par deux titres de leur répertoire. Ce concert est la première étape vers la future reformation du groupe avec Emmanuel Baroux qui remplacera Cédric.
La seconde étape de la reformation a lieu en 2014 quand le groupe annonce en décembre la sortie de la double compilation Antaology pour le 25 septembre 2015 à l'occasion des vingt ans du premier concert de Matmatah. Le premier disque comporte les morceaux choisis par les membres du groupe. Les chansons proviennent des 4 albums studio et des EP. Un titre inédit y figure également : Triceratops, enregistré en studio avec Emmanuel Baroux à la guitare. Le second disque contient des inédits et des raretés du groupe (versions alternatives, remixes, versions live), dont une nouvelle chanson, Les demoiselles de Loctudy, chantée avec Les Goristes. Cet album sort en deux versions : un double digipack avec deux CD et un petit livret ainsi qu'un coffret avec les 2 CD, 2 DVD et un livret de 60 pages (avec plus de 200 photos) réalisé par Stan.

### Retour etPlates coutures(2016-2018)

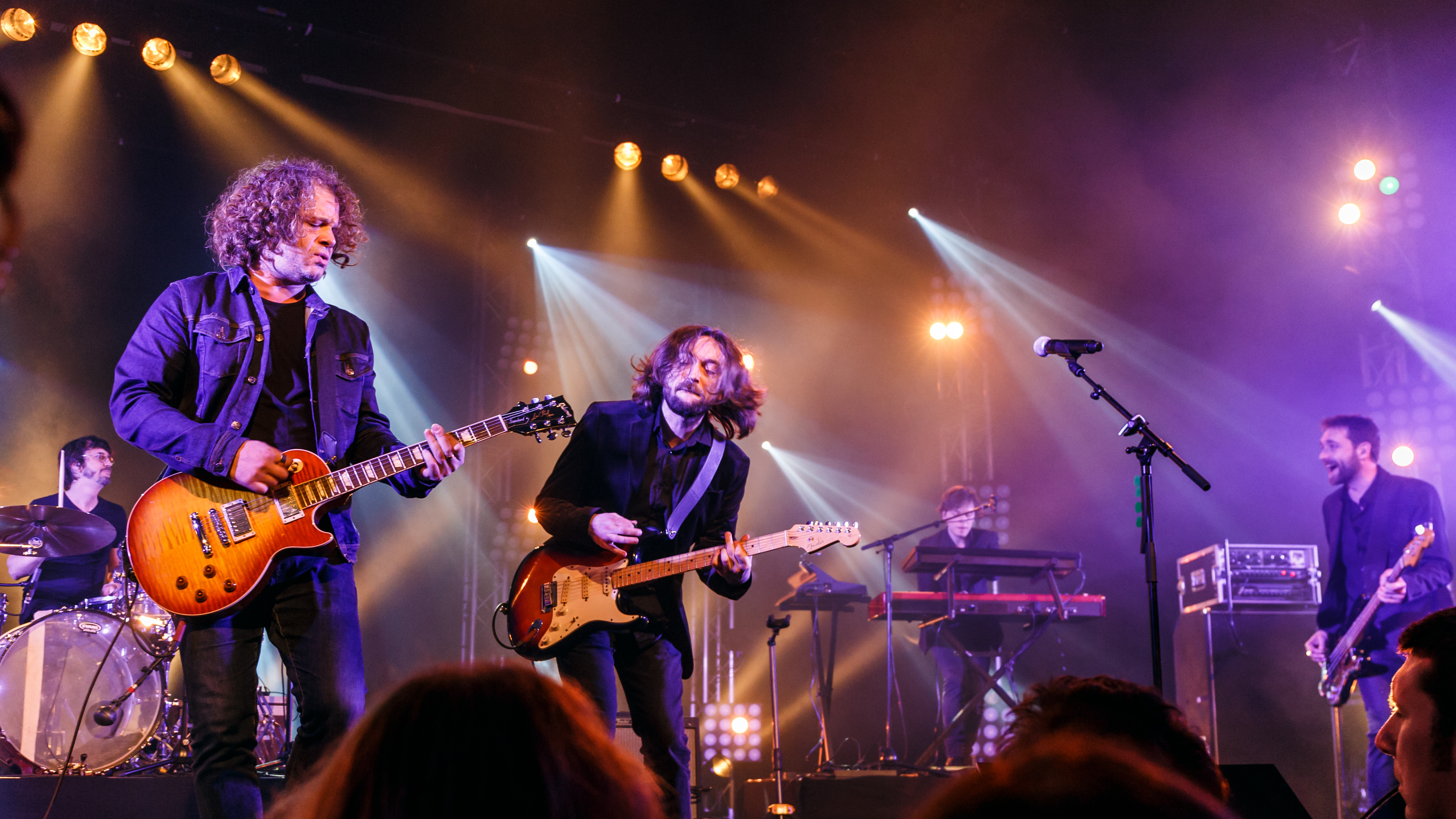
Concert du groupe en février 2017.

En septembre 2016, le groupe se reforme avec l'arrivée du guitariste Emmanuel Baroux (ayant joué avec Astonvilla, Axel Bauer, Tristan Nihouarn) en remplacement de Sammy. Une tournée démarre en février 2017 avec notamment un passage à l'Olympia le 2 mars 2017. Le single Marée haute est dévoilé le 17 janvier, accompagné d'un clip le 17 février. Les paroles dénoncent l'addiction au pouvoir et le détournement d'argent. Le 17 février, le groupe se produit pour la première fois à Brest, au café-concert le P'tit Minou (désormais fermé). Après près de dix ans d'absence sur les scènes brestoises et à l'aube d'une tournée qui s'annonce déjà comme un succès avec de nombreuses dates affichant complet, le groupe nouvellement reformé choisit de tester son nouveau set en renouant avec ses origines.
Onze nouvelles chansons sortent le 3 mars 2017 dans un cinquième album studio, Plates coutures. L'enregistrement est réalisé en Angleterre sous la direction artistique de Bruno Green (Détroit) et le mastering à Londres aux studios Abbey Road. Résolument rock, l'album présente des textes concernés par les problèmes de société. Leur premier festival en plein air aux Landes Génusson sera le début d'une longue série de concerts et de festivals, notamment les Vieilles Charrues et l'été suivant le Bout du monde.

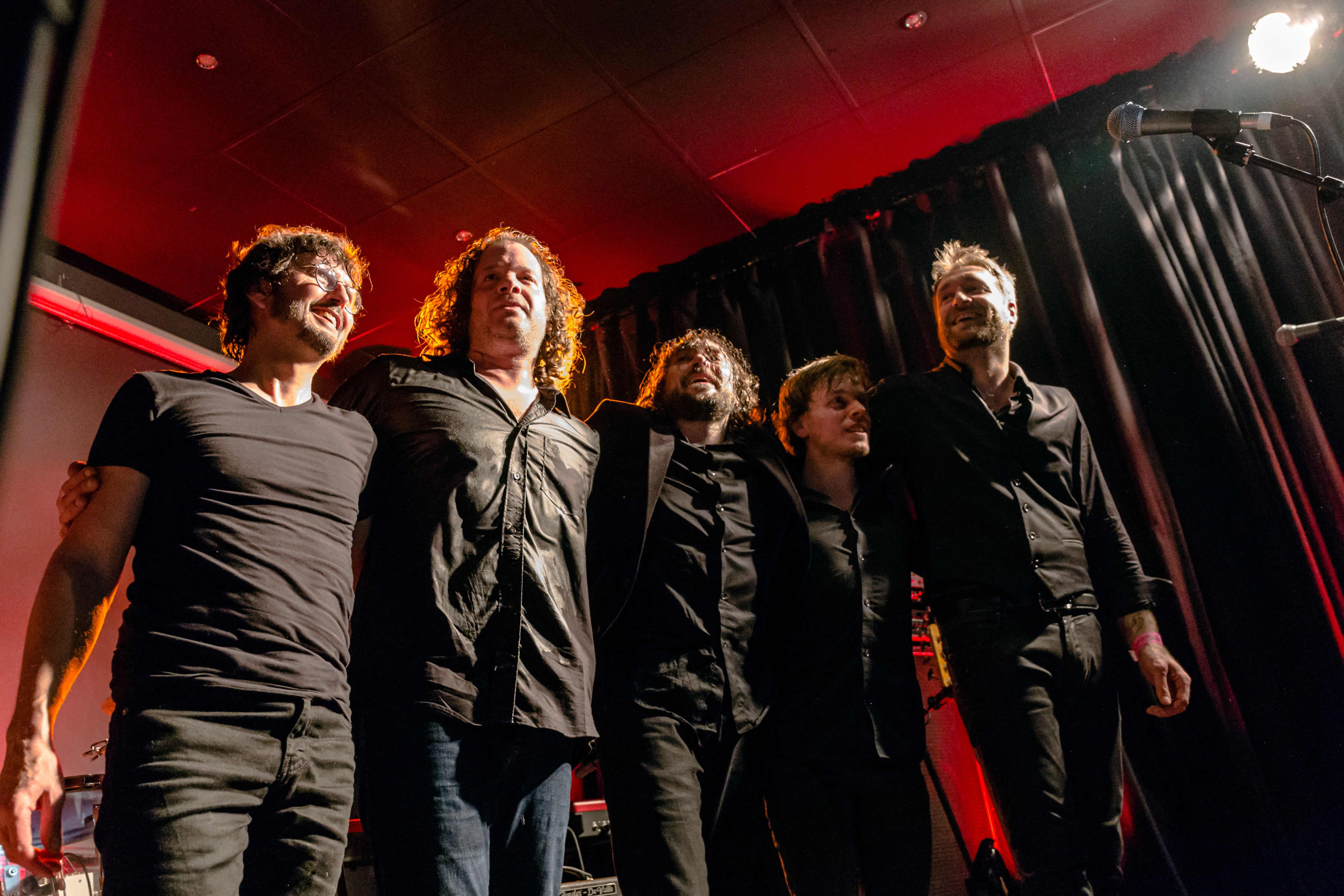
Premier concert de reformation dans un bar brestois.
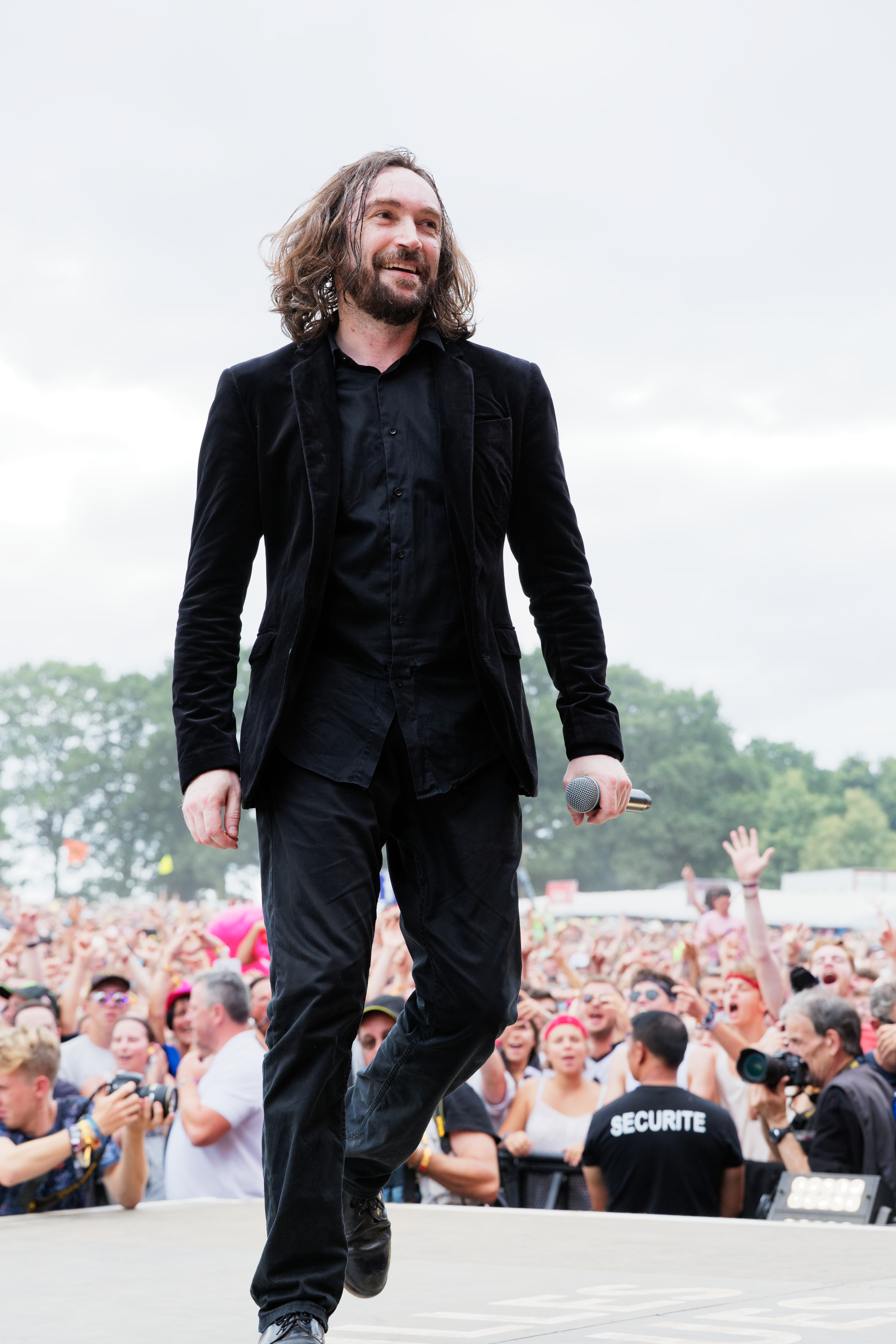
Festival des Vieilles Charrues 2017
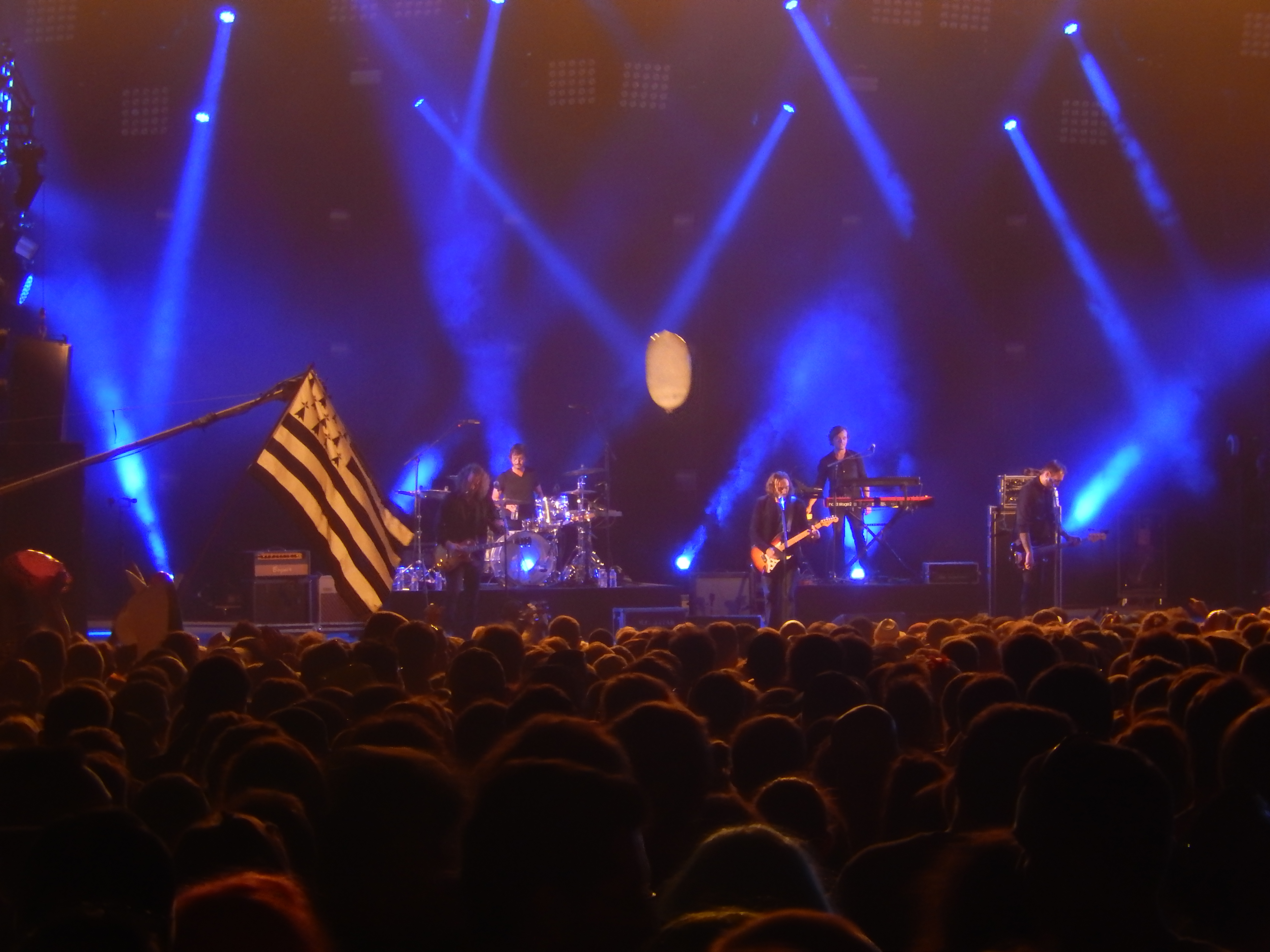
Festival du Roi Arthur en 2017.
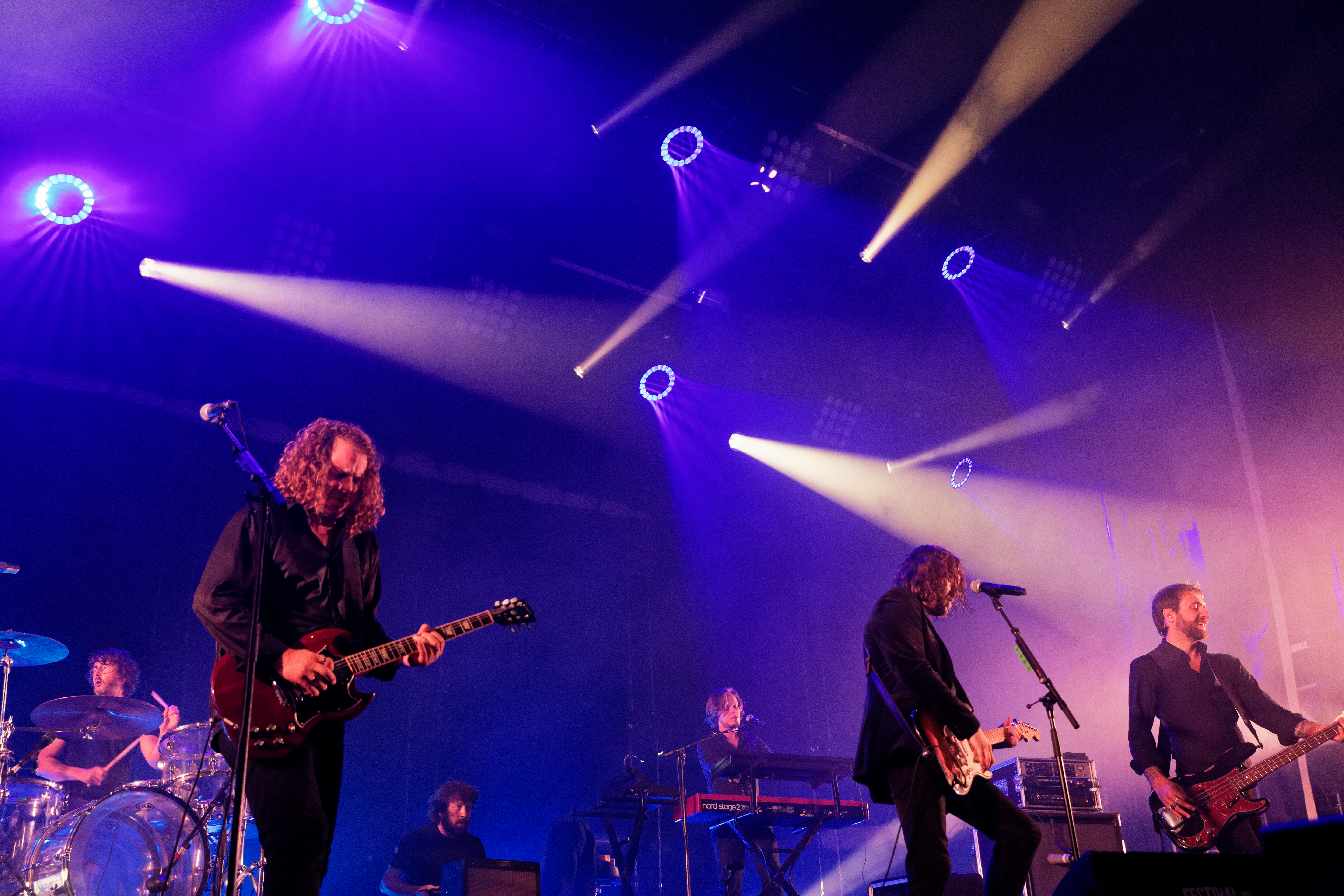
Festival du Bout du Monde 2018

### Nouveau départ avecMiscellanées Bissextiles(depuis 2022)

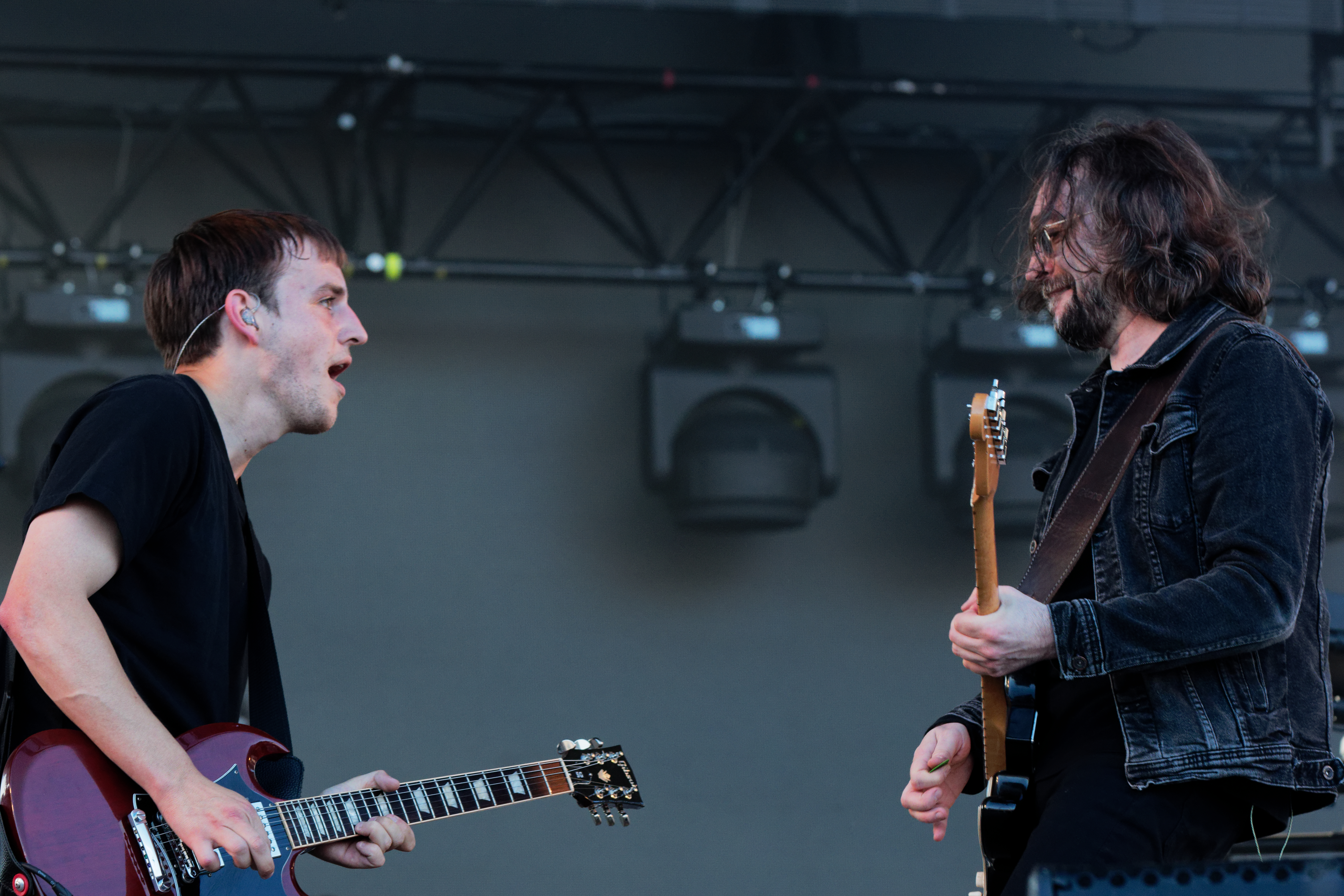
Léo Riou le nouveau guitariste, pour ses débuts sur scène au Festival des Vieilles Charrues 2022

En mai 2022, le groupe annonce l'arrivée de Léopold Riou (musicien de Kitch et fils de Jean-Pierre Riou de Red Cardell) comme nouveau guitariste à la place d'Emmanuel Baroux ainsi que le retour de Julien Carton aux claviers pour un concert aux trente ans des Vieilles Charrues en juillet pour leur sixième participation au festival carhaisien.
Le 3 février 2023, Matmatah dévoile Miscellanées Bissextiles, le premier double album de sa discographie, qui sort des sentiers battus par eux-mêmes tout en flirtant à nouveau avec le rock celtique qu'ils avaient exploré sur le premier album La Ouache . L'album est salué par la critique, aussi bien dans la presse spécialisée (Rolling Stone édition en français) que dans la presse bretonne (Le Télégramme).
La nouvelle équipe annonce une tournée 2023 qui débute par un concert à La Carène dans leur ville natale de Brest le 3 mars et qui affiche très vite complet comme dans de nombreuses autres villes dans l'Hexagone, en Suisse, au Luxembourg et en Belgique. Le groupe annonce qu'il fêtera ses 30 ans de carrière à Paris-Bercy en octobre 2025.

## Membres

### Membres actuels
- Tristan « Stan » Nihouarn — chant, guitares, harmonica, oud, claviers, flûtes
- Éric Digaire — basse, chant, guitare, piano
- Benoît « Scholl » Fournier — batterie, percussions (depuis 2002)
- Julien Carton — claviers, chant (depuis 2017, pour les concerts)
- Léopold « Léo » Riou — guitare électrique, chant (depuis 2022)

### Anciens membres
- Cédric « Sammy » Floc'h  — guitare électrique, chant (1995-2008)
- Jean-François « Fañch » Paillard — batterie, percussions (1996-2002)
- Emmanuel Baroux — guitare électrique, chant (2016-2021)

### Galerie

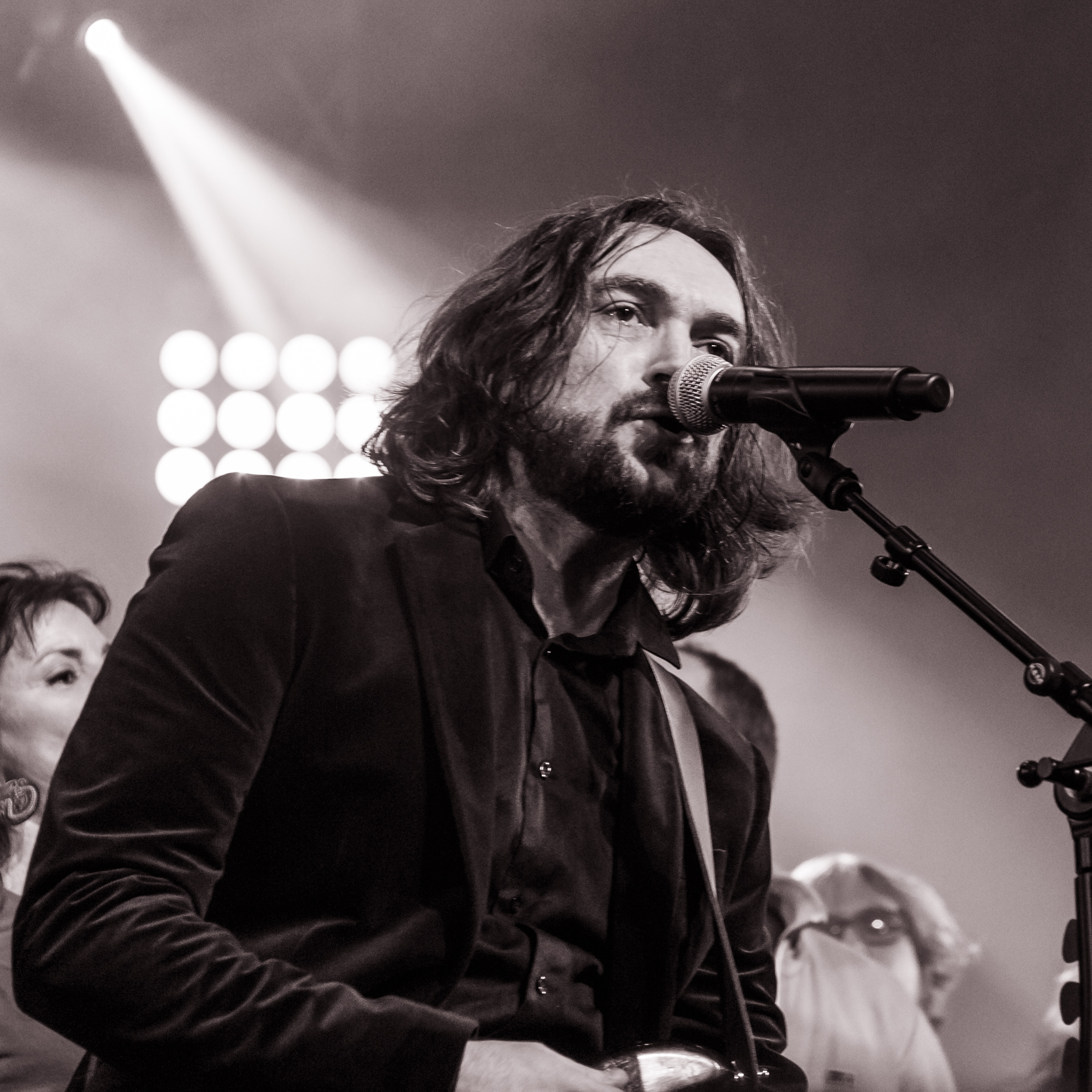
Stan.
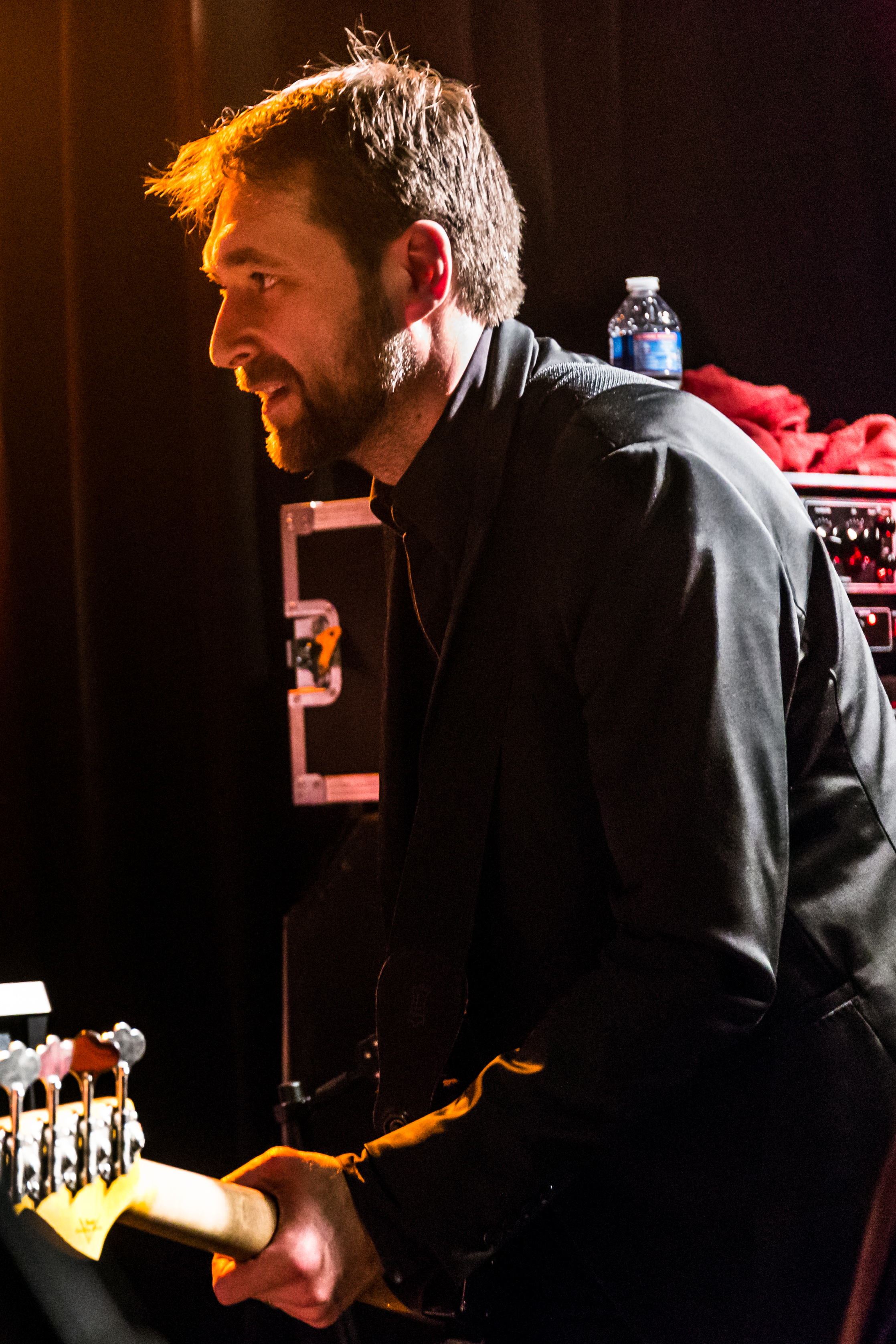
Éric.
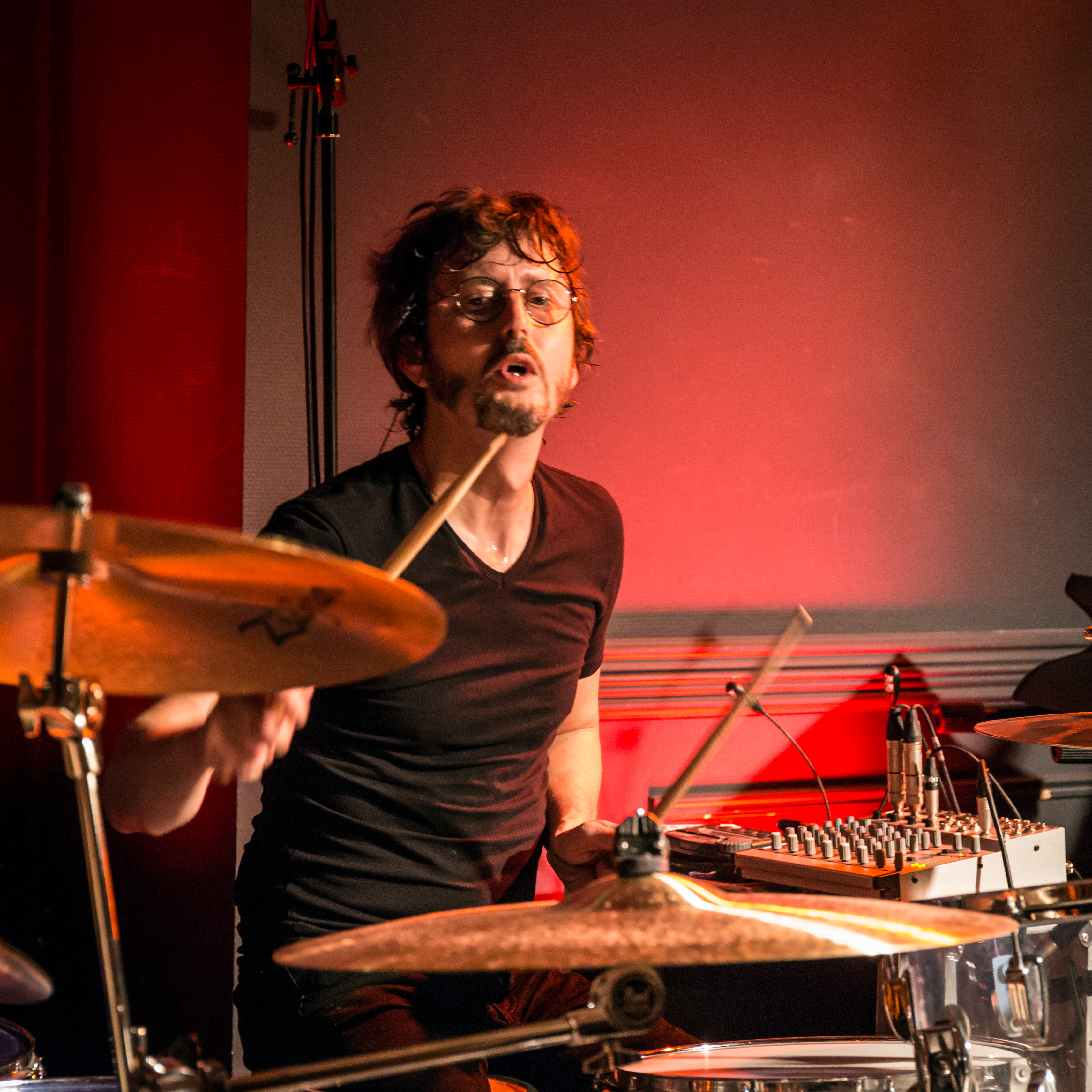
Scholl.
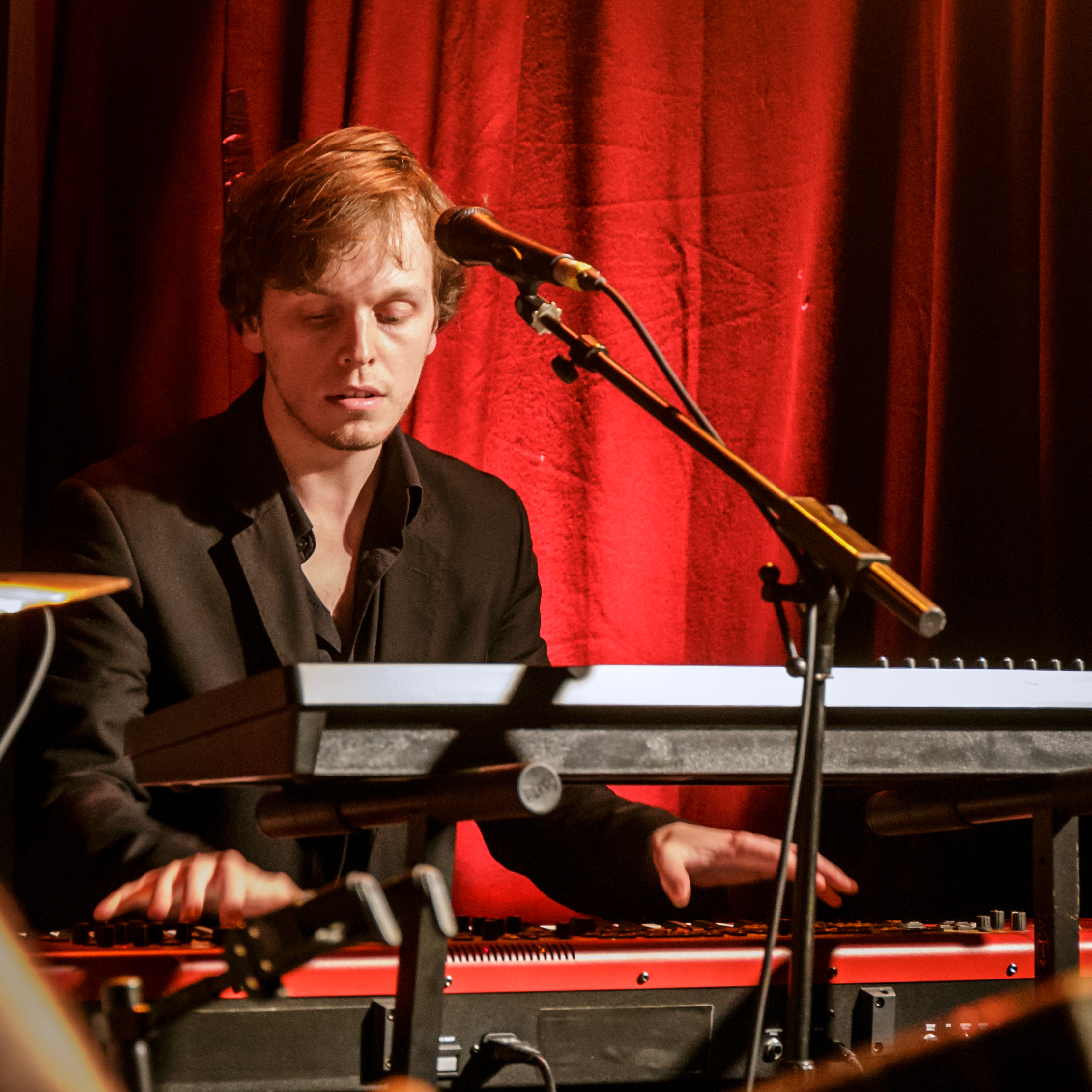
Julien.

## Discographie

### Albums live
- 1999 : Concert Matmatah (4 titres)
- 2002 : Lust for a Live
- 2007 : 28, Capucines, supplément de La Cerise — llustré par Danny Dulieu
- 2018 : You're Here, Now What ?, supplément de Plates Coutures
- 2024 : Brest

### EP
- 2006 : …and Times Goes Friendly
- 2008 : Bande à part
- 2024 : SklogW II (on n'a pas le cul sorti des ronces)

### Singles
- 1997 : Lambé An Dro / Les Moutons
- 1998 : Lambé An Dro / Troglodyte
- 1998 : Emma
- 2001 : Quelques sourires
- 2001 : Archimède
- 2002 : Crève les yeux (Live)
- 2004 : Casi el silencio
- 2004 : Au Conditionnel
- 2006 : Comme si de rien n'était
- 2007 : La Cerise
- 2007 : Crépuscule Dandy
- 2015 : Triceratops
- 2017 : Marée haute
- 2017 : Lésine pas
- 2018 : Retour à la normale
- 2021 : Bet You and I
- 2022 : Brest-même
- 2022 : Hypnagogia
- 2023 : Fière allure

### Compilation
- 2011 : Greatest Hits : 1998-2008 (Barclay)
- 2015 : Antaology

### DVD
- 2003 : Piste Off !

### Participation
- 2002 :  Reprise d'Alligators 427 d'Hubert-Félix Thiéfaine sur l'album hommage Les Fils du coupeur de joints

## Ventes d'albums
| Année | Album                    | Meilleure position   | Meilleure position     | Meilleure position   | Ventes  | Certifications  |
| Année | Album                    | Drapeau de la France | Drapeau de la Belgique | Drapeau de la Suisse | Ventes  | Certifications  |
| ----- | ------------------------ | -------------------- | ---------------------- | -------------------- | ------- | --------------- |
| 1998  | La Ouache                | 11                   | 25                     | -                    | 800 000 | FR: 2 × Platine |
| 2001  | Rebelote                 | 8                    | 46                     | 83                   | 200 000 | FR: Or          |
| 2002  | Lust for a Live          | 91                   | -                      | -                    |         |                 |
| 2004  | Archie Kramer            | 30                   | -                      | -                    | 100 000 | SNEP: Or        |
| 2007  | La Cerise                | 24                   | -                      | -                    | 100 000 | FR: Or          |
| 2015  | Antaology                | 81                   | -                      | -                    |         |                 |
| 2017  | Plates coutures          | 27                   | 49                     | -                    |         |                 |
| 2023  | Miscellanées Bissextiles | 83                   | -                      | -                    |         |                 |